# Pelota
Pelota vasca ('Baskisch pelottespel') is een balspel waarbij de spelers gebruik maken van muren. In meerdere steden in Baskenland bevinden zich kaatsmuren (frontón) waartegen dit spel gespeeld wordt. Het is een van de varianten van het kaatsen.
Het principe van het spel is dat twee spelers, of twee teams van elk twee spelers, elkaar een bal van ongeveer vijf centimeter doorsnede via een muur toespelen. Pelota vasca wordt gespeeld met de blote hand, met een racket (Pala of paleta) of met een cesta, een kleine gebogen mand aan een handschoen. Een andere naam voor deze sport is Jai-Alai, waarbij deze zeer langwerpige handschoenmand wordt gebruikt om heel hoge snelheden (tot +/- 305 kilometer per uur) te bereiken. De bal mag slechts één stuit op de grond maken alvorens teruggespeeld te worden. Een punt wordt gescoord wanneer het de tegenstander onmogelijk is de bal na één stuit terug te spelen of de bal uitslaat. Er wordt gespeeld tot een puntenaantal tussen de 25 en 50.

## Speelveld en spelers

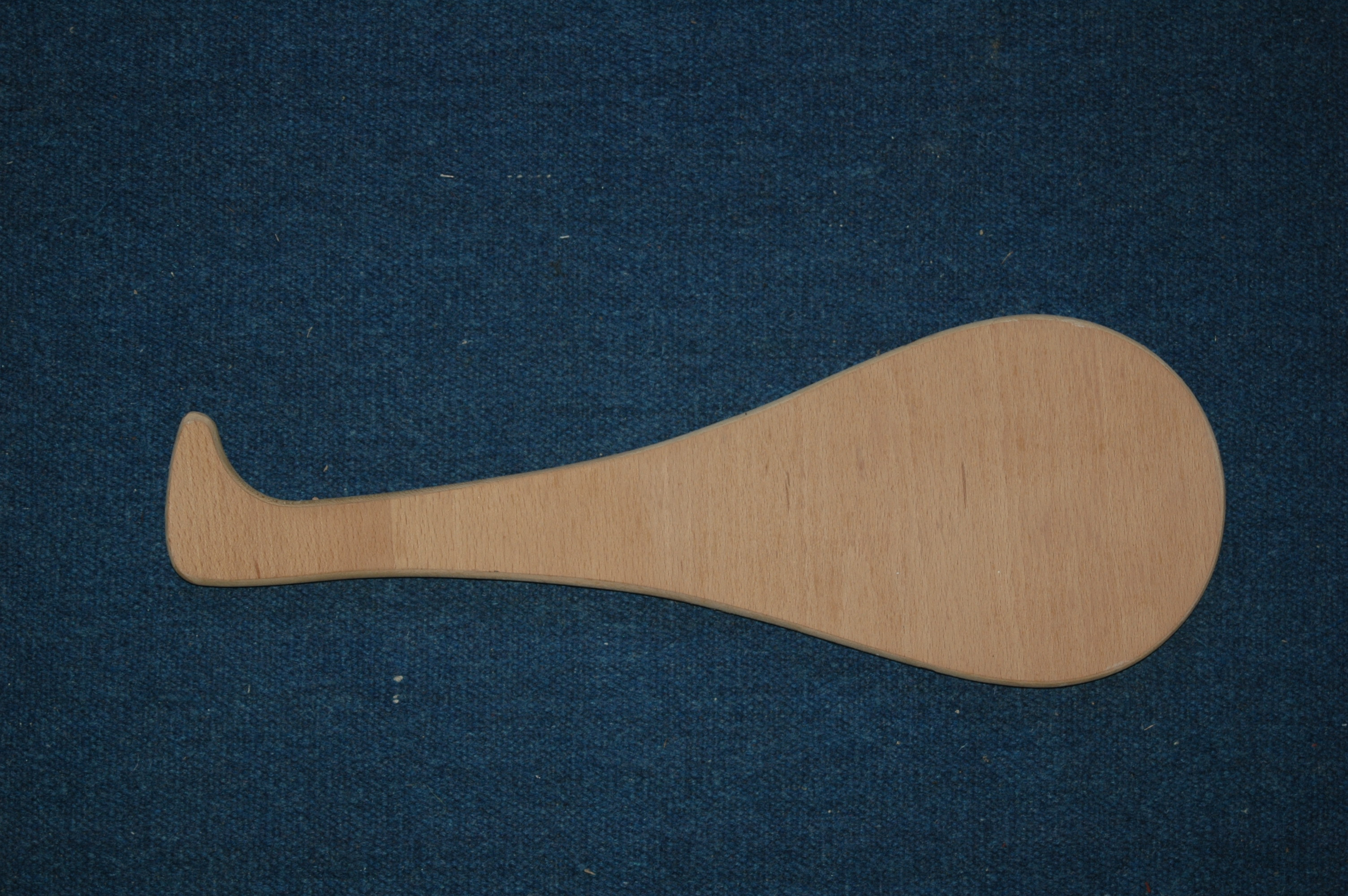
Een pala of paleta

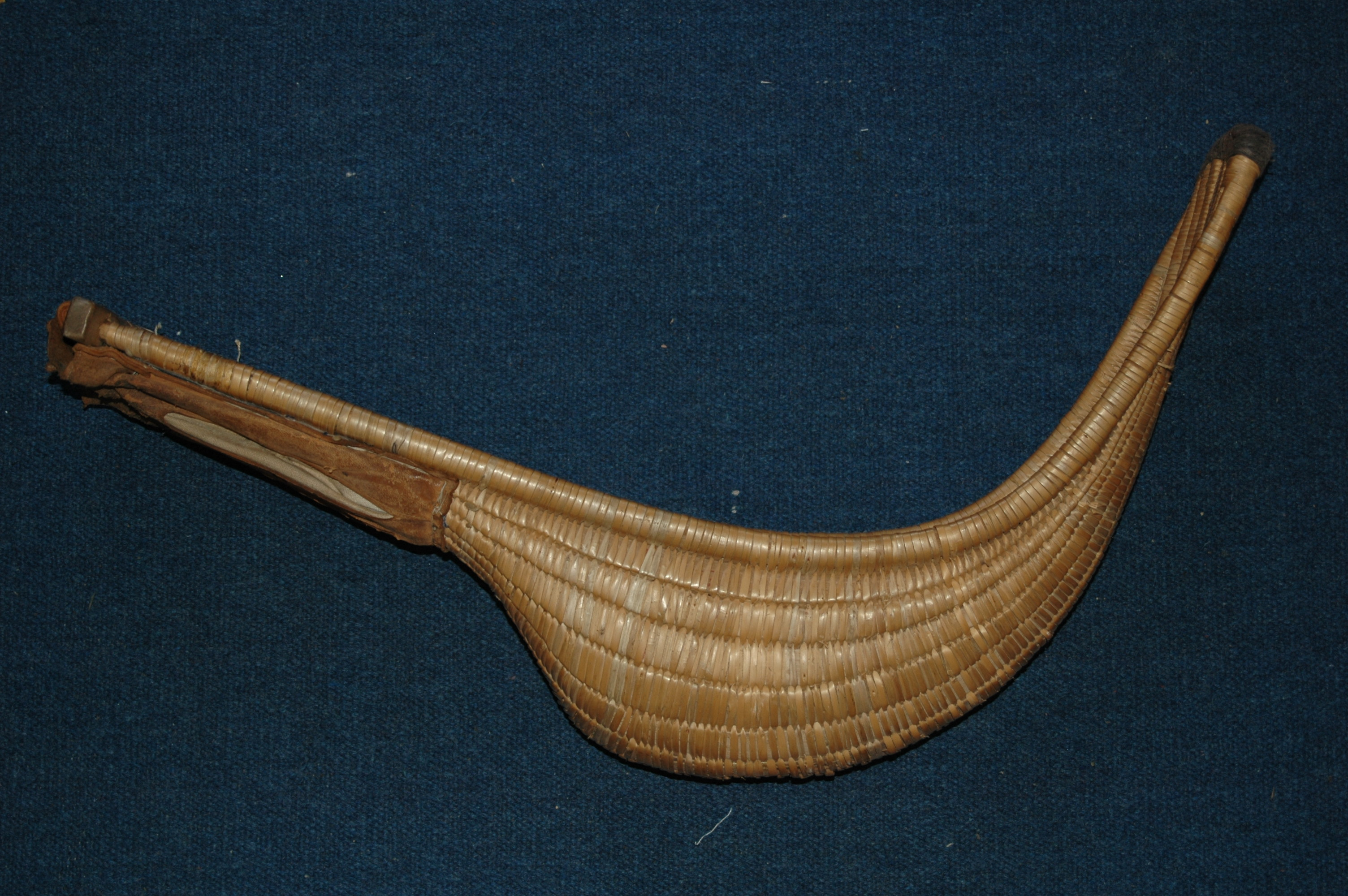
Een xistera of chistéra

Pelota vasca wordt gespeeld op een fronton (een overdekt gebied) of een trinquet (een veld van 9,3 meter breed en 28,5 meter lang). Wereldkampioenschappen worden gespeeld op een 36 meter lange frontonbaan van glad cement, een 54 meter lange (grand) frontonbaan van glad cement, een 30 meter lange frontonbaan voorzien van een synthetische laag en het trinquet van glad cement. De ondergrond waarop wordt gespeeld, heet cancha.
Het fronton wordt begrensd door:
- een voormuur (de zogenaamde frontis van 9,25 meter breed en 10 meter hoog)
- een achtermuur (de zogenaamde rebote) en
- een zijmuur (de zogenaamde lateral van 30-54 meter lang).

Op de ondergrond is een Falta-lijn (de voorste lijn) en Pasa-lijn (achterste lijn) gemarkeerd. De voorspeler, die het gebied dekt dat het dichtst bij de voormuur ligt, staat tussen de Flata-lijn en de Pasa-lijn. Hij poogt de bal te onderscheppen en terug te spelen. De achterspeler staat (ver) achter de Pasa-lijn en dekt het verst van de voormuur liggende deel van het veld af. De voorspeler speelt de returns weg van de achtermuur en speelt direct tegen de achterspeler van de tegenpartij; de achterspeler beantwoordt de aanvallen van de voorspeler van de tegenpartij, moet de bal in het spel houden en terugspelen.
Op het fronton worden de varianten met de blote hand, pelota de goma, leren paleta, pala corta, frontenis en cesta punta gespeeld. De variant die op het trinquet gespeeld wordt, is verwant aan het tennis.

## Spelvarianten

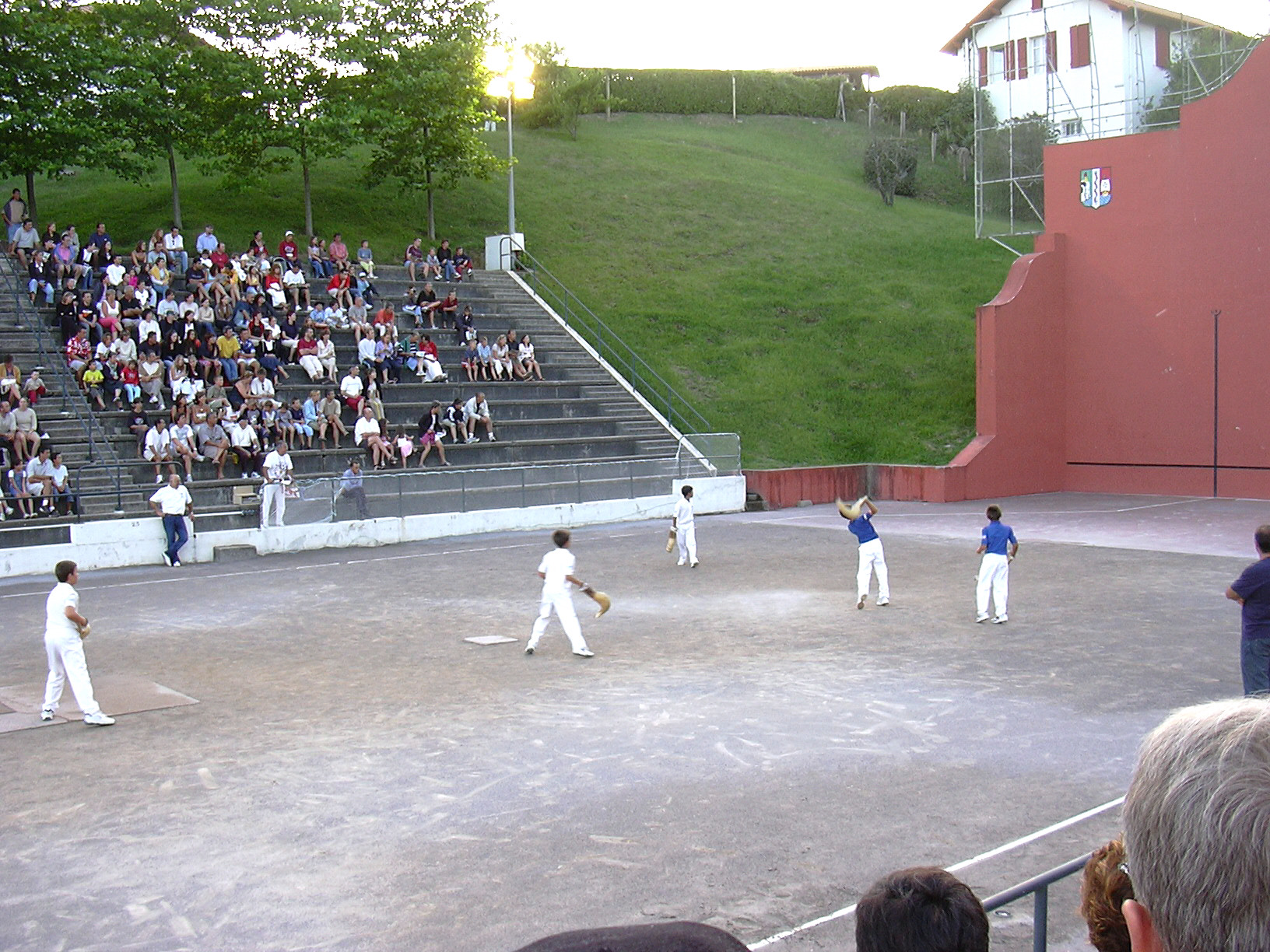
Pelota in de buitenlucht

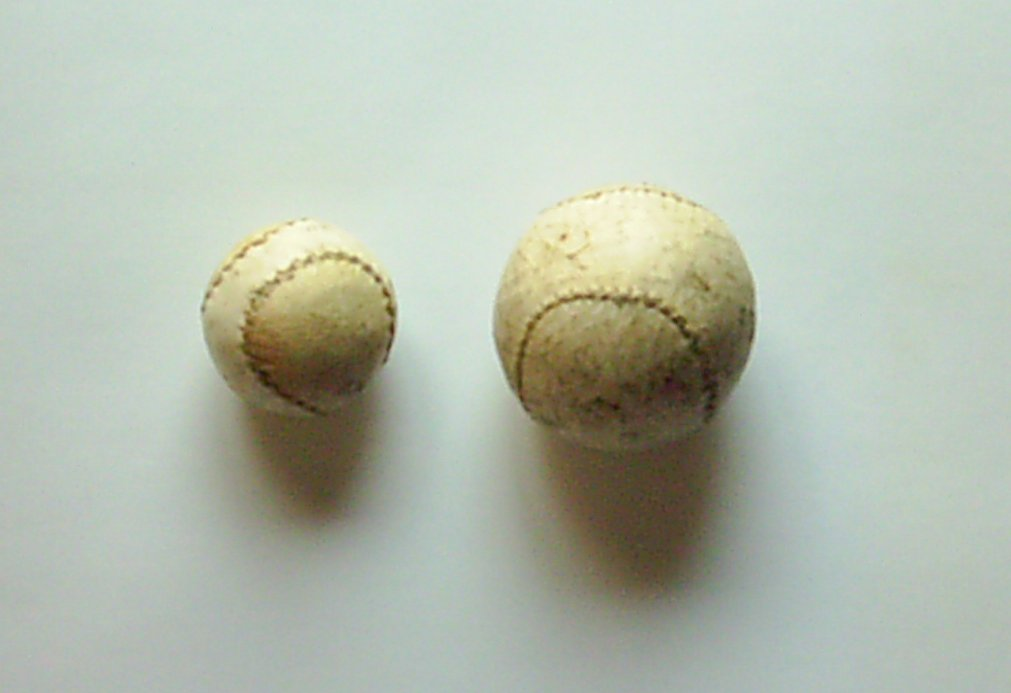
Pelota, bal (rechts)

Er zijn zeven officiële soorten pelota vasca:
- De variant met de blote handen. (Baskisch: esku huska or esku huskako pilota, Spaans: pelota a mano) Deze variant wordt gespeeld op een trinquet, er wordt één tegen één gespeeld, of er komen twee paren tegen elkaar uit.
- Pelota de goma en Frontenis. Twee paren komen tegen elkaar uit op een fronton van 30 meter.
- leren paleta. Twee paren komen tegen elkaar uit op een fronton van 36 meter.
- Pala corta. Gelijk aan het leren paleta, alleen wordt bij deze variant louter met een racket gespeeld.
- Xare. Twee paren komen tegen elkaar uit op een trinquet. Deze variant wordt niet met een massief houten racket gespeeld, maar met een slap bespannen racket.
- Cesta punta. Twee individuen of twee paren komen tegen elkaar uit en spelen met een cesta.